# Barbingant
Barbingant (también Berbingnant o Barbingnant, activo entre 1440 y 1460 aproximadamente) fue un compositor francés de la Baja Edad Media.

## Vida y actuación
De Barbingant sólo se conoce este simple nombre y ningún nombre de pila, y la investigación histórico-musical no ha podido determinar ni la fecha de su nacimiento ni la de su muerte. La única certeza es que trabajó en el centro de Francia hacia mediados del siglo XV. Un nombre de pila (Pierre) sólo se menciona en la Biblioteca de Dominio Público Coral (CPDL). Su identidad sólo puede deducirse de las obras que dejó. No se conservan documentos directos sobre el curso de su vida, aunque es mencionado por tres compositores franco-flamencos más conocidos después de su época e incluso es contado por ellos como uno de los compositores destacados: dos veces en Johannes Tinctoris (en Liber imperfectionum y Proportionale musices), en Eloy d'Amerval (en Libre de la deablerie c. 1490, impreso en París 1508), y en Guillaume Crétin (en Déploration [...] sur le trespas de Jean Okergan 1497). Barbingant fue confundido con Jacques Barbireau hasta 1960 por la similitud de su nombre; por esta razón, las obras de Barbingant aparecieron en la edición completa de las obras de Barbireau. También se le confundió con un músico llamado Bedyngham incluso en vida.

## Importancia
Barbingant podría haber tenido una influencia significativa en Johannes Ockeghem, siempre que la influyente canción Au travail suis sea de él, ya que Ockeghem utilizó esta pieza en dos misas, así como en su pieza Maistresse; además, fue parafraseada por Loyset Compère en una nueva chanson. En cambio, la pieza más copiada de Barbingant, L'omme banny, también ha sobrevivido en una atribución a Johannes Fedé, pero las atribuciones a Barbingant por Tinctoris y en el Chansonnier Mellon se consideran mucho más fiables. Por otra parte, la pieza Au travail suis, ya mencionada, se titula Okeghem en la tradición a través del Chansonnier Nivelle de la Chaussée, donde sigue directamente una pieza atribuida a Barbingant; sin embargo, aquí la técnica imitativa y contrapuntística está claramente más cerca de las otras composiciones de Barbingant que de las obras de Ockeghem. En el siglo XVI, Nicolas Gombert escribió una versión a cinco voces de la canción de Barbingant Au travail suis; aquí, todos los pasajes imitativos se basan en el original. La canción Esperant que mon bien, vendrá de Barbingant, muestra muchas similitudes con el rondeau Le serviteur haulte guerdonné de Guillaume Dufay, y Le serviteur puede ser una de las primeras obras de otros compositores que sirvieron de modelo a Esperant. Pero es igualmente posible que Dufay y Ockeghem hayan tomado como modelo esta canción de Barbingant.
La canción de Barbingant, Der pfawin swancz, es un caso especial porque es estilísticamente muy diferente de sus otras composiciones; además, sólo ha sobrevivido en fuentes de Europa del Este. Inspiró obras de los compositores Paulus de Rhoda, Johannes Martini y Jacob Obrecht, lo que en un principio sugirió que la pieza se remontaba a Jacques Barbireau, porque los compositores mencionados pertenecían en cierto modo al círculo de Barbireau. Sin embargo, se ha demostrado que esta canción fue copiada en el cancionero de Schedel poco después de 1460; no obstante, según los últimos descubrimientos, Barbireau no nació hasta aproximadamente 1455. La atribución a Barbignant aparece ahora en dos fuentes de Europa del Este relativamente independientes, lo que también sugiere que estuvo en Europa del Este a finales de la década de 1450 y que sus otras composiciones supervivientes deben fecharse en un periodo anterior. En consecuencia, Barbingant estuvo activo sobre todo en la década de 1440 y tuvo sin duda una gran importancia.

## Literatura (selección)
- J. du Saar: Het leven en de Composities van Jacobus Barbireau, Utrecht 1946
- J. Daniskas: Een bijdrage tot de geschiedis der parodietechniek, en: Tijdschrift van de Vereniging voor nederlandsemuziek geschiedis No. 17, 1948, pp. 21–43 (análisis detallado de la feria Terriblement )
- Charles Warren Fox: Barbireau and Babingnant: A Rview, en: Journal of the American Musicological Society No. 13, 1960, pp. 79-101 (con bibliografía completa)
- Ch. Hamm: Another Barbingant Mass, en: Essays in Musicology in Honor of Dragan Plamenac, Pittsburgh 1969, pp. 83-90
- David Fallows, Johannes Ockeghem: la imagen cambiante, las canciones y una nueva fuente, en: Early Music No. 12, 1984, pp. 218-230
- G. Montagna: Caron, Hayne, Compère: a Transmission Reassessment, en: Early Music History No. 7, 1987, págs. 107–157
- Reinhard Strohm: El auge de la música europea, 1380-1500, Cambridge 1993
- David Fallows: un catálogo de canciones polifónicas, 1415-1480, Oxford 1999.